# Нобре, Анна Кристина
Анна Кристина Нобре (порт. Anna Christina Nobre), полное имя Анна Кристина ди Озориу Нобре (порт. Anna Christina de Osório Nobre), известна также под именем Кия Нобре (порт. Kia Nobre; род. 22 февраля 1963, Рио-де-Жанейро, Бразилия) — бразильская учёная-нейробиолог, работающая в Великобритании. Член Британской академии. Лауреат премии Хейнекена (2022).

## Биография
Родилась и выросла в Рио-де-Жанейро. Окончила Американскую школу в родном городе. Продолжила образование в США. В 1985 году защитила степень бакалавра в Уильямс-колледже по специальности нейробиология. Затем защитила степень магистра. В 1992 году получила степень доктора философии в Йеле за работу, посвящённую внутричерепным и неинвазивным электрофизиологическим исследованиям речи и внимания в головном мозге человека. В 1992—1994 годах Норбе работала в Йеле и Гарварде под руководством Грегори Маккарти и в сотрудничестве с Марселем Месуламом. Она участвовала в одних из первых исследований когнитивных функций человеческого мозга с помощью нейровизуализации.
В 1994 году она переехала в Великобританию. В 1994—1996 годах прошла курс по когнитивной нейробиологии по программе Макдоннелл-Пью и получила стипендию младшего научного сотрудника в Новом колледже Оксфорда. В 2002—2004 годах была лектором, а в 2006—2014 годах профессором на факультете экспериментальной психологии Нового колледжа. С 2014 года является почётным научным сотрудником этого учебного заведения.
С того же года по настоящее время (2021 год) Норбе заведует кафедрой трансляционной когнитивной нейробиологии Оксфордского университета и является научным сотрудником в звании профессора Колледжа Святой Екатерины. Она возглавляет отдел экспериментальной психологии Оксфордского университета и руководит Оксфордским центром мозговой активности человека — современным центром изучения нейронной динамики и исследования нарушений в психоневрологической сфере и неврологических расстройств. Норбе также является адъюнкт-профессором Северо-Западного университета в Чикаго, советником Фонда Джеймса Смита Макдоннелла по программе «Понимание человеческого познания» и младшим редактором журнала «Когнитивная неврология». Член Европейской и Британской академий. В 2020 году ей выпала честь стать международным членом Национальной академии наук США. Замужем за философом Лучано Флориди.